# Andrea Schiavone

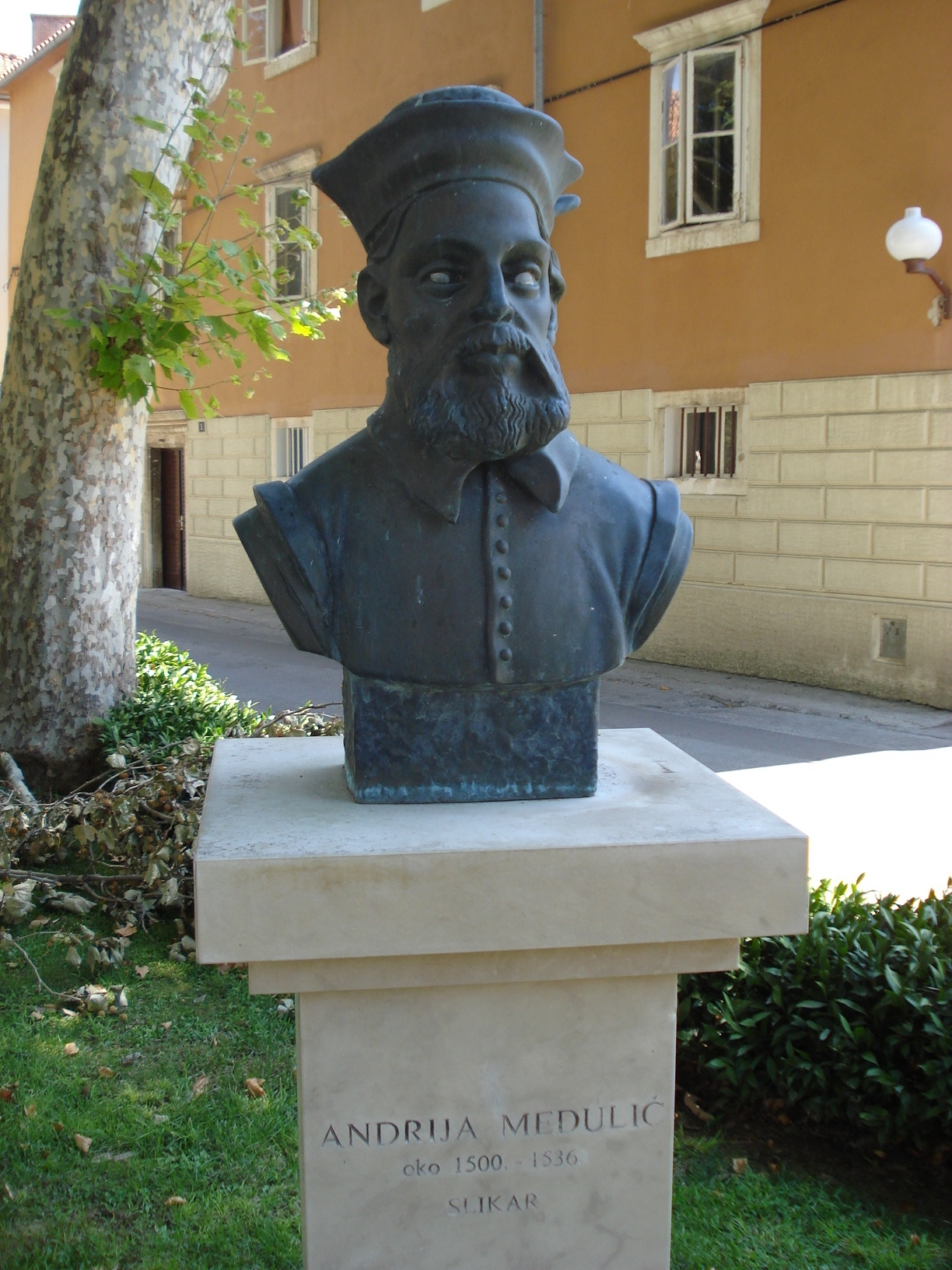
A festő szobra a horvátországi Zárában

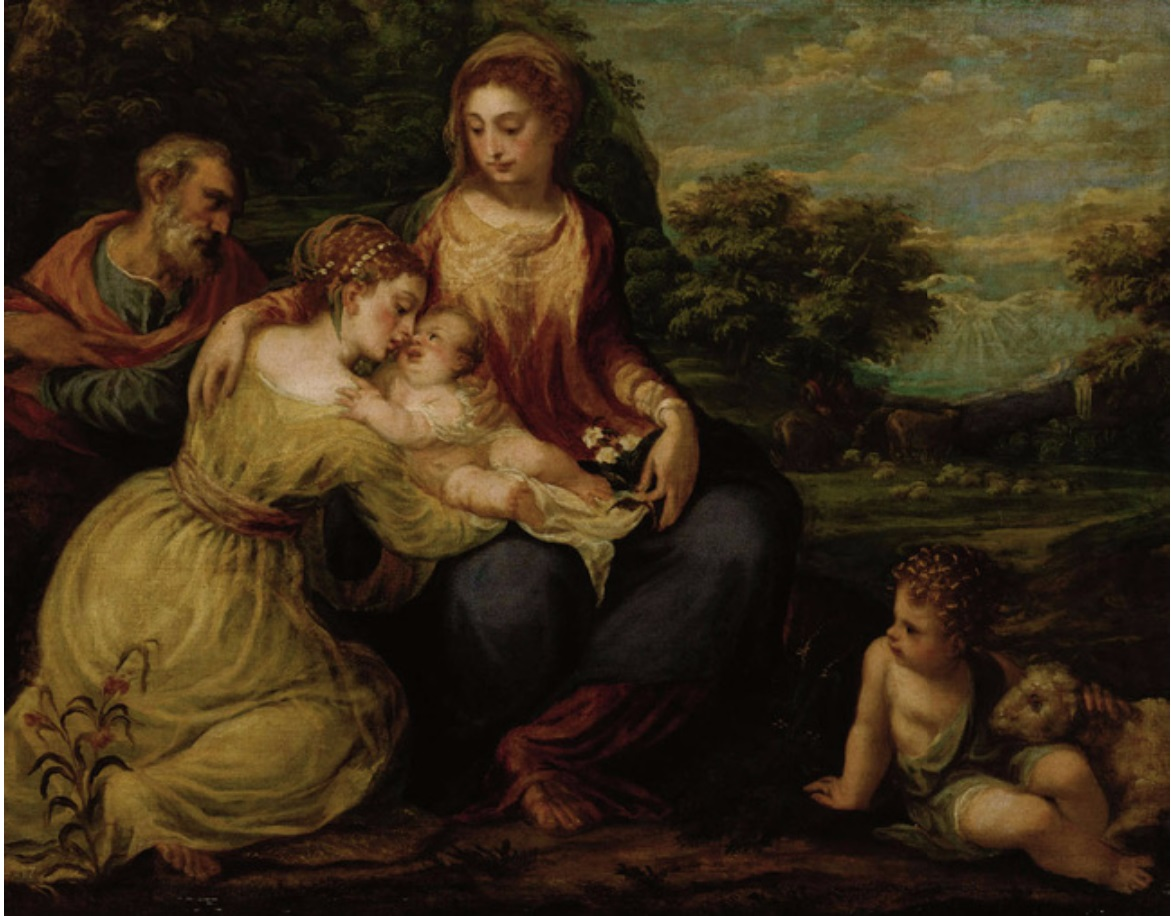
Andrea Schiavone: Szent Család

Andrea Schiavone vagy Andrea Lo Schiavone (Dalmácia, Zára, 1510-1515 között - Velence, 1563) - olasz reneszánsz festő és rézmetsző, a mai Horvátország területén született, tevékenységi területe elsősorban Velence város volt.

## Élete
Andrea Schiavone 1510-515 között született az akkor Velencei Köztársaság uralma alatti Zára városában, Dalmáciában (most Horvátország). Nevének horvát változata Andrija Medulic, olasz beceneve Schiavone, azt jelentette: "szláv". Fia egy közelben fekvő helyőrség partancsnoka volt.
Tanulmányait Zárában vagy Velencében végezte. Egyes állítások szerint Parmigianino tanítványa volt. Freskókat, táblaképeket, és rézkarcokat készített. 1540-ben a velencei Giorgio Vasari megbízta őt egy nagy csatát ábrázoló kép elkészítésével. Bár kezdetben nagy hatással volt rá Parmigianino és olasz manierizmus, végül műveiben többek között Tiziano, Tintoretto és Jacopo Bassano volt rá nagy hatással. Művei "sokkolták egyes kortársait, másokat ösztönöztek"
Kevés festménye van dokumentálva; mint Giorgio Vasari főleg lakossági ügyfeleknek dolgozott. Richardson véleménye szerint fontos rézmetsző volt.
1563-ban Velencében érte a halál.